# Divide et impera (informatika)
A számitástechikában a divide et impera (Oszd meg és uralkodj) egy rekurzión alapuló programozási stratégia, amellyel egy komplex feladatot addig bontunk le részfeladatokra, amíg a részfeladatok megoldása triviális lesz. Használják különböző rendezésekhez (pl. quicksort), nagy számok szorzásánál, vagy diszkrét Fourier transzformációk számításánál.

## Részletes leírás
Próbáljuk meg egy konkrét feladattal leírni a divide et impera módszer metodikáját. Tegyük fel, hogy meg kell találnunk egy tömb legnagyobb elemét.
Ehhez a legegyszerűbb megoldás az lenne, hogy összehasonlítjuk az első és a második elemet, s amelyik a kettő közül nagyobb, az lesz az ideiglenes maximumunk.
Aztán ezt az ideiglenes maximumot hasonlítjuk a tömb többi eleméhez, s természetesen cseréljük, ha találunk nagyobb elemet.
Ha divide et impera módszerrel szeretnénk megoldani, akkor azzal kezdjük a feladatot, hogy felosztjuk a tömböt két egyforma részre, mindkettőnek megkeressük a maximumát, s csak ezt a két maximumot hasonlítjuk össze. Igen ám, de a két féltömböt is feloszthatjuk még két féltömbre (vagyis lesz négy negyedtömbünk) rekurzívan, s ezt egészen addig ismételhetjük, amíg egy tömbrészletben csak egy elem lesz, vagyis triviális lesz, hogy az a maximum. Az alábbi egyszerű C++ programban láthatjuk ennek az implementációját.
```
#include
 
<iostream>

#include
 
<stdlib.h>

const
 
int
 
n
 
=
 
10000
;

int
 
v
[
n
];

// Divide et Impera módszeren alapuló maximum kereső függvény,

// megkeresi a maximumot a tömbben az argumentumként megadott két index között

int
 
max
(
int
 
i
,
 
int
 
j
)

{

    
if
 
(
i
 
==
 
j
)
 
{

        
// ha a két index egyezik, akkor már nem lehet tovább bontani a tömböt,

        
// tehát ez az érték lesz a maximum

        
return
 
v
[
i
];

    
}
 
else
 
{

        
// ha nem, akkor keresd meg a maximumot a kapott

        
// tömb jobb és bal felén s add vissza a nagyobb értéket

        
int
 
kozep
 
=
 
(
i
 
+
 
j
)
 
/
 
2
;

        
int
 
max1
 
=
 
max
(
i
,
 
kozep
);

        
int
 
max2
 
=
 
max
(
kozep
 
+
 
1
,
 
j
);

        
return
 
max1
 
>
 
max2
 
?
 
max1
 
:
 
max2
;

    
}

}

int
 
main
()

{

    
// feltölti véletlenszámokkal a tömböt

    
srand
(
0
);

    
for
 
(
int
 
i
 
=
 
0
;
 
i
 
<
 
n
;
 
i
++
)

        
v
[
i
]
 
=
 
rand
();

    
// számítsd ki a maximumot a megadott két index között

    
int
 
maximum
 
=
 
max
(
0
,
 
n
);

    

    
std
::
cout
 
<<
 
"max = "
 
<<
 
maximum
 
<<
 
std
::
endl
;

}

```